# Radrennbahn am Pferdeturm
Le Radrennbahn am Pferdeturm est un stade omnisports allemand (principalement utilisé pour le football et le cyclisme) situé dans la ville de Hanovre, en Basse-Saxe.
Le stade, doté de 10 000 places et inauguré en 1888 puis démoli en 1960, servait d'enceinte à domicile à l'équipe de football du Hanovre 96.

## Histoire
La piste cyclable et son stade (qui se situait entre l'abattoir municipal du quartier de Bult et la tour à chevaux du quartier de Kleefeld), construits en 1888, est la première piste ouverte dans la ville de Hanovre et du land de Basse-Saxe.
Une piste en enrobé est inaugurée en 1895, ce qui permet à la ville d'organiser dans l'enceinte le Grand prix de Hanovre à partir de 1897, et ce jusque dans les années 1950 (des courses cyclistes auront lieu au stade jusqu'aux années 1950).
En 1903 s'effectue une première rénovation majeure de l'enceinte sportive. L'hippodrome, avec ses virages renforcés et plus hauts, est prolongé de 500 mètres, et une piste d'athlétisme de 400 mètres de long est ajoutée. Avec une tribune debout nouvellement construite, le nombre de places assises est augmenté à 10 000.
Au temps de la République de Weimar dans les années 1920, la piste est également utilisée pour des courses automobiles et des courses de moto.
Le grand club de football de la ville, le Hanovre 96, utilise le stade de sa création jusqu'en 1958, bien qu'il ait été jugé inapte à partir de 1955 (en raison de défauts de construction).
Le stade est complètement démoli en 1960.

## Événements
- 1897 - Années 1950 : Grand prix de Hanovre (cyclisme)

## Galerie

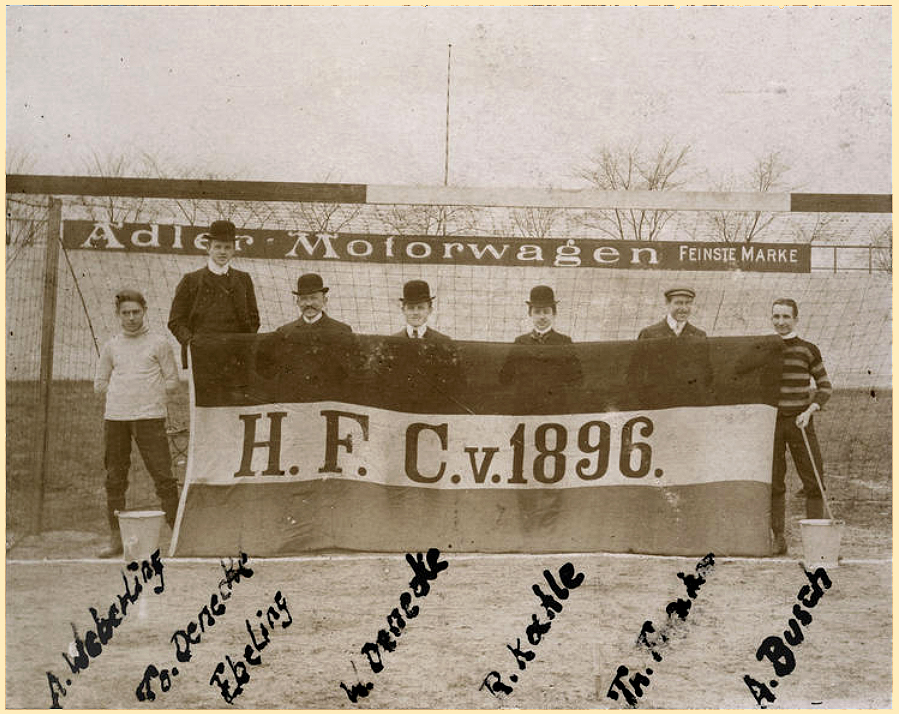
Drapeau du Hanovre 96 fièrement présenté à l'intérieur du stade en 1905
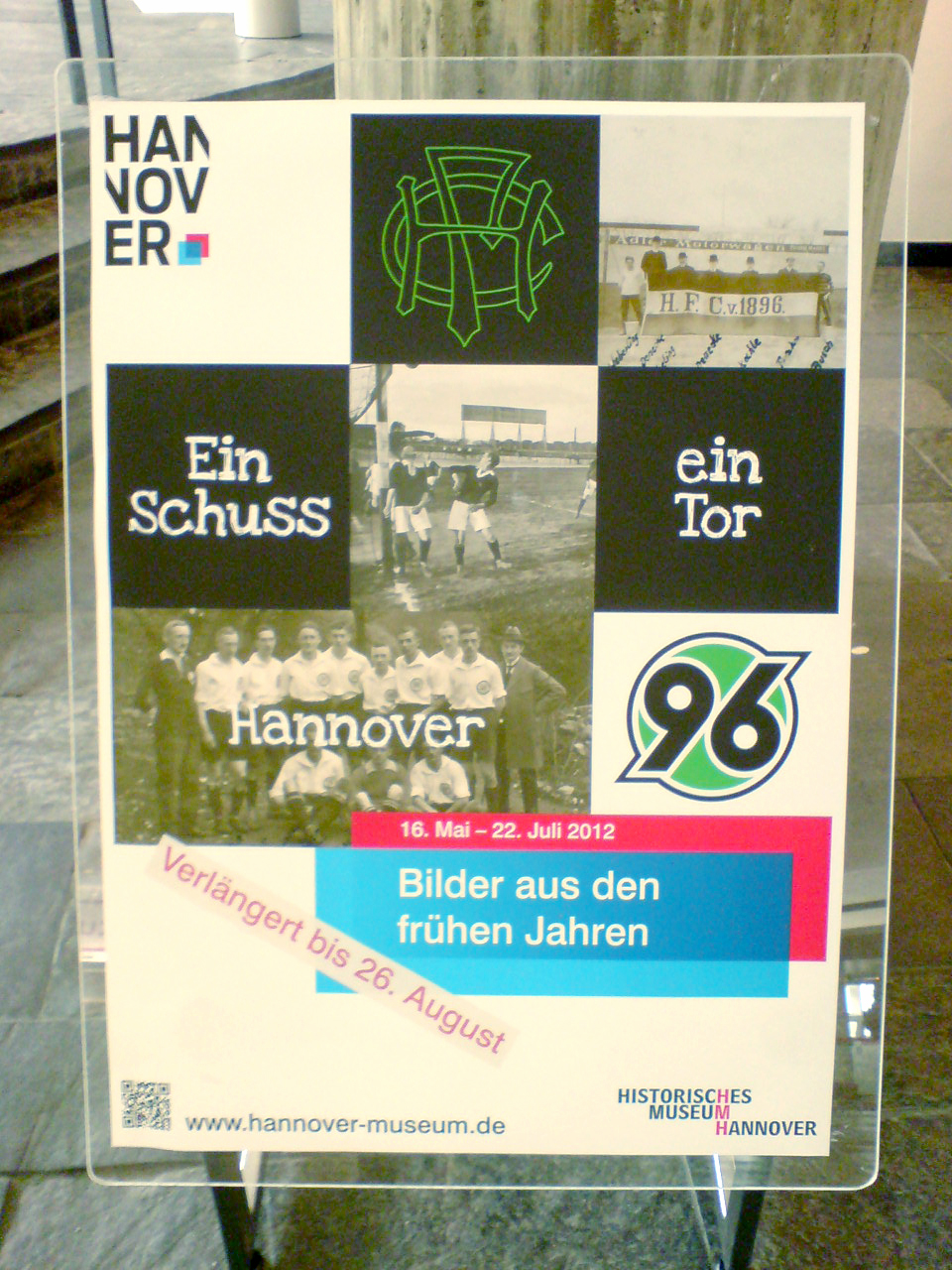
Photos du club du Hanovre 96 au stade lors de l'exposition Ein Schuss – ein Tor en 2012